# 平井城一
平井 城一（ひらい じょういち、1922年〈大正11年〉12月15日 - 1999年〈平成11年〉7月29日）は日本の政治家。香川県知事を3期12年間にわたって務めた。

## 生涯
1922年、香川県高松市出身。東京帝國大学を中退し、香川県庁に入庁。企画部長や出納長、副知事を歴任。1986年に前知事の前川忠夫が引退すると、自民党、社会党、公明党、民社党の推薦を得て香川県知事に当選。3期12年を務めた。
在任中は、瀬戸大橋、高松空港、四国横断自動車道のいわゆる県の三大プロジェクトの実現に尽力した。高松空港では、大型ジェット機に対応できる四国初の2500m滑走路を整備している。その後もサンポート高松や香川インテリジェントパークなどの開発に取り組んだ。
一方、土庄町豊島に産業廃棄物が不法投棄された豊島産廃問題については前任の前川忠夫が1978年に住民の反対運動を押し切って処分場を認可したために発生したものではあったが、1986年に平井に知事が変わってからも住民の被害陳情は無視され続け、大きく被害が拡大することになった。4年後の1990年に香川県を見限った住民は対岸の兵庫県警を頼って被害届をだすことになり、兵庫県警の摘発をもって慌てて香川県が対応に乗り出すということになった。豊島の住民との調停は、県の責任と補償に関しての内容で難航した。現状回復に必要な金額が莫大であったために香川県は「産廃の量は膨大で撤去は困難である。また香川県には責任はない」という態度で臨んだが、1996年の公害調停委員会の指摘や国が処分費用の半分を負担するといった状況変化の中で態度を変え、1997年に調停の中で県の監督責任を認め、島外への撤去で住民側と中間合意を締結した。しかしこの中間合意は、住民側への賠償責任の放棄を求めたり、責任の所在があいまいなものであり、平井の在任中には最終合意には至らず、次知事の真鍋武紀に問題が引き継がれた。
1998年に知事を引退した後は、香川県立文書館や香川県歴史博物館の名誉館長に就任した。1999年6月下旬に体調を崩して入院し、同年7月29日に呼吸不全のため76歳で死去。死後、香川県名誉県民と正四位勲二等旭日重光章に顕彰された。